# Брэндон, Генри, граф Линкольн
Генри Брэндон, 1-й граф Линкольн (англ. Henry Brandon, 1st Earl of Lincoln; ок. 1523 — 1 марта 1534) — младший сын Чарльза Брэндона, герцога Саффолка, от брака с Марией Тюдор. Из-за полного совпадения имён, его и его старшего брата, также Генри Брэндона (1516—1522), обычно принимают за одного и того же человека.

## Биография
Мария Тюдор была младшей дочерью короля Генриха VII и, соответственно, приходилась сестрой Генриху VIII. По материнской линии Генри Брэндон состоял в близком родстве с правившей династией Тюдоров в Англии, а также являлся племянником Маргариты Тюдор, супруги короля Шотландии. Его старшими сёстрами были Фрэнсис Брэндон и Элеонора Брэндон.
Титул графа Линкольна был пожалован ему Генрихом VIII 18 июня 1525 года. Чарльз Брэндон организовал помолвку Генри с богатой наследницей Кэтрин Уиллоуби, дочерью Уильяма Уиллоуби и Марии де Салинас, носившей титул баронессы. Но через несколько месяцев после смерти Марии Тюдор он сам женился на невесте своего сына, так как Генри на тот момент был слишком молод для вступления в брак. Кроме того, мальчик был слабый и болезненный, а Саффолк опасался упустить выгодную партию. Генри Брэндон скончался менее чем через год после смерти своей матери, 1 марта 1534 года.

## Роль в линии наследования
На протяжении всей жизни Генри Брэндона существовала маловероятная, но всё же вполне обоснованная возможность того, что однажды он может взойти на трон Англии, поскольку у Генриха VIII длительное время не было законного наследника мужского пола. Почти все дети, рождённые королевой Екатериной Арагонской, умерли ещё в младенчестве, и надежд на появление здорового и крепкого ребёнка почти не осталось. Единственная выжившая дочь Мария хоть и носила титул принцессы Уэльской, всё же не принималась Генрихом в расчёт как основная наследница, так как он страстно мечтал о сыне. В 1527 году король затеял развод с Екатериной, а свою дочь провозгласил незаконнорождённой. Помимо Марии существовал ещё Генри Фицрой, ребёнок короля от его любовницы Бесси Блаунт. И хотя Генрих признал его своим сыном и даже пожаловал ему титул герцога Ричмонда, всё же он считался бастардом, и его права на английский трон были весьма сомнительны.
Следующей в линии наследования после детей короля была его старшая сестра, Маргарита Тюдор, супруга шотландского короля Якова IV Стюарта, и её потомки, и хотя ещё в 1516 году Генрих обдумывал возможность замужества своей новорождённой дочери Марии с Яковом V, сыном Маргариты, его отнюдь не радовала перспектива воцарения на троне Англии короля-чужеземца, и от этой мысли пришлось отказаться.
Таким образом, оставались представители младшей ветви династии Тюдоров — Мария и её дети — Генри, Фрэнсис и Элеонора. Генри Брэндон скончался задолго до появления на свет Эдуарда, единственного законного сына Генриха VIII, но, несмотря на наличие долгожданного наследника, остальные дети Марии Тюдор всё же были включены в линию престолонаследия Актом от 1543 года, и впоследствии её внучка, леди Джейн Грей, ненадолго стала королевой Англии.